# I giorni del '36
I giorni del '36 (Meres tu '36) è un film del 1972 diretto da Theodoros Angelopoulos.